# Tcherkassy
Tcherkassy (en ukrainien : Черкаси, en russe : Черка́ссы) est une ville d'Ukraine et le chef-lieu de l'oblast de Tcherkassy, situé sur la rive Ouest du Dniepr, à mi-chemin entre Kiev et Dnipro. Sa population s'élevait à 269 836 habitants en 2022.

## Géographie
Tcherkassy est située sur la rive droite du réservoir de Krementchouk sur le Dniepr, à 159 km — 189 km par la route — au sud-est de Kiev.

## Histoire

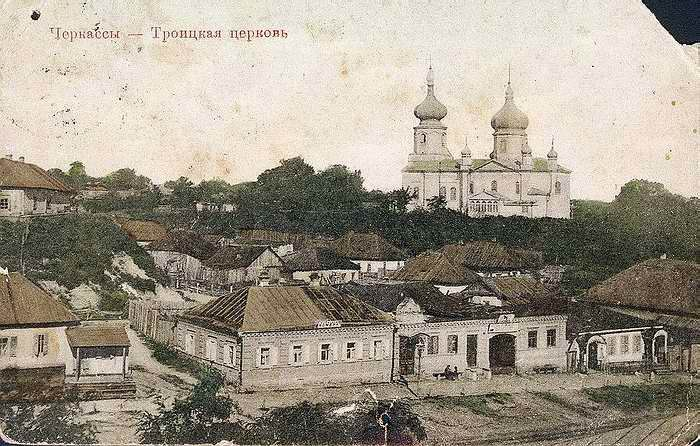
Tcherkassy en 1910.

Tcherkassy fut probablement fondée au XIIIe siècle et intégrée un siècle plus tard dans le grand-duché de Lituanie. C'était une forteresse, lieu de refuge pour les habitants des steppes, plus qu'une ville. La région devint une starostie, rapidement lieu de rassemblement des Cosaques qui formaient au milieu du XVIe siècle la majorité de sa population. Tcherkassy était en quelque sorte la capitale des Cosaques des villes. En aval du Dniepr commençait déjà le domaine des Cosaques Zaporogues.
En 1569, la ville fut intégrée à la couronne polonaise, avec l'ensemble de l'Ukraine.
Au cours de la Seconde Guerre mondiale, Tcherkassy fut bombardée dès le 22 juin 1941 et occupée par l'armée allemande le 22 août suivant. La région de Tcherkassy fut le théâtre d'une grande bataille d'encerclement de plusieurs unités allemandes le long du Dniepr, à la fin de l'année 1943. La poche de Korsoun regroupa quelque 50 000 hommes appartenant à plusieurs unités allemandes et étrangères, dont la division SS Wiking (volontaires nord-européens de la Waffen SS) et la Brigade d'assaut SS Wallonie du chef rexiste Léon Degrelle. Le 17 février 1944, une opération de percée réussit à faire sortir du « chaudron » (Kessel en allemand) quelques milliers d'hommes. La ville fut libérée par l'Armée rouge le 14 décembre 1943, mais était presque entièrement détruite.
En 1954, la ville devint le chef-lieu du nouvel oblast de Tcherkassy. Dans les années 1960, la ville connut un essor rapide grâce à la nouvelle centrale hydroélectrique de Krementchouk et au réservoir de Krementchouk. Divers établissements industriels furent mis en service, notamment trois grandes usines chimiques : Azot (engrais azoté), Himvolokno (fibres synthétiques) et Himreaktyv (réactifs chimiques pour la défense).

## Population

### Démographie
Recensements (*) ou estimations de la population :
| 1897*  | 1923*  | 1926*  | 1939*  | 1959*  | 1970*   | 1979*   |
| ------ | ------ | ------ | ------ | ------ | ------- | ------- |
| 29 600 | 31 084 | 38 563 | 51 723 | 84 822 | 158 393 | 228 197 |

| 1989*   | 2001*   | 2011    | 2012    | 2013    | 2014    | 2015    |
| ------- | ------- | ------- | ------- | ------- | ------- | ------- |
| 290 340 | 295 414 | 286 987 | 286 163 | 285 605 | 285 170 | 284 766 |

| 2016    | 2017    | 2018    | 2019    | 2020    | 2021    | 2022    |
| ------- | ------- | ------- | ------- | ------- | ------- | ------- |
| 283 356 | 281 549 | 277 944 | 276 360 | 274 762 | 272 651 | 269 836 |

### Nationalités
|            | Recensement de 1926 | Recensement de 1959 |
| ---------- | ------------------- | ------------------- |
| Ukrainiens | 61,9 %              | 70,0 %              |
| Juifs      | 27,6 %              | 6,0 %               |
| Russes     | 8,6 %               | 22,0 %              |

## Transports
Tcherkassy possède un aéroport (code AITA : CKC) et une gare ferroviaire.

## Sport
- Football : Dnipro Tcherkassy.
- Basket-ball : BK Tcherkaski Mavpy.

## Personnalités liées
- Fedir Chvets, né dans la région, député du Parti ukrainien des socialistes révolutionnaires, enseignant et géologue.
- Artem Tchekh, écrivain né en 1985 à Tcherkassy.

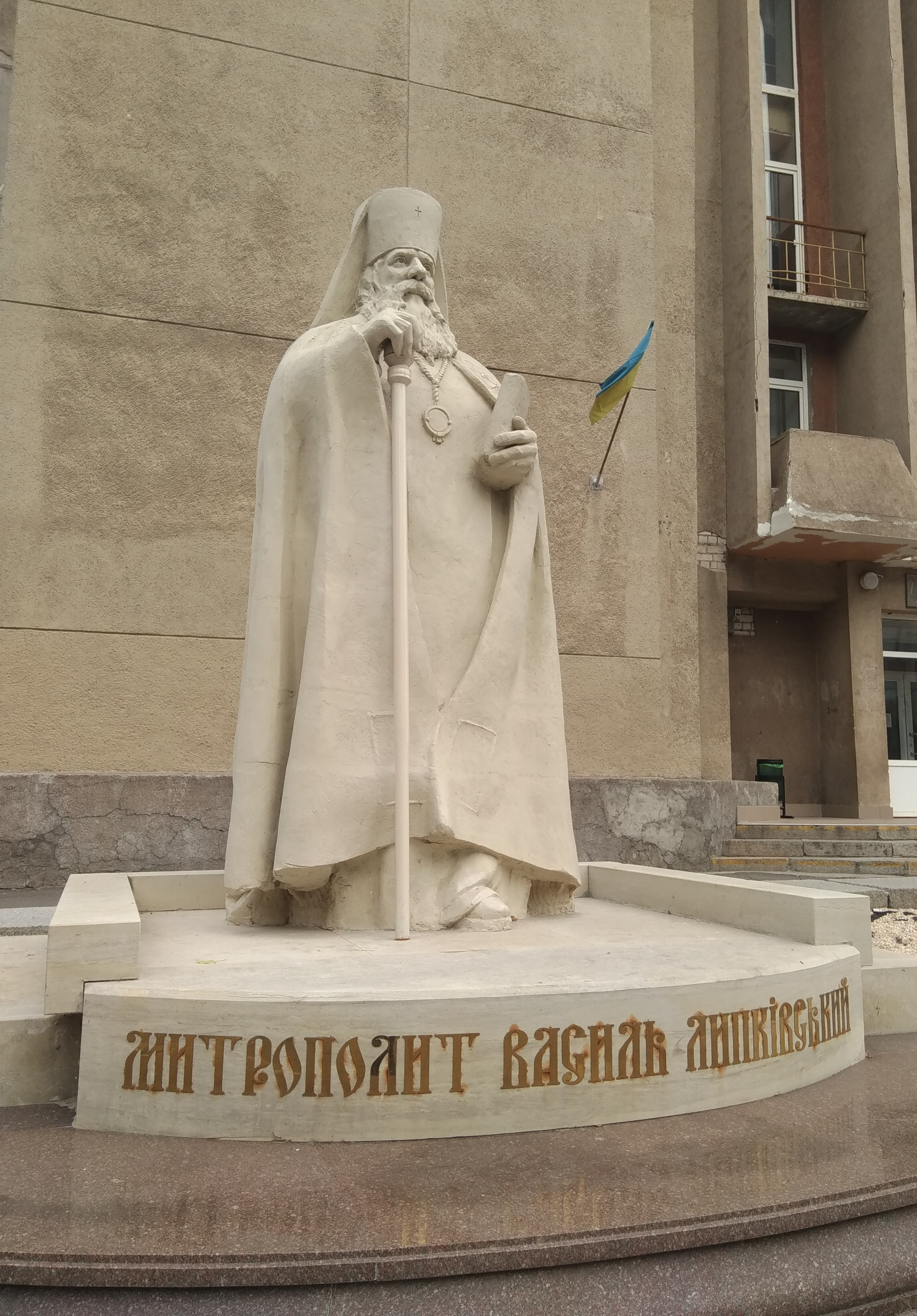
La statue du métropolite Vassyl Lypkivsky à Tcherkassy.

- Irena Karpa, née le 8 décembre 1980 à Tcherkassy, écrivaine, journaliste, et chanteuse.

## Culture
Le Zoo Roshen de Tcherkassy.

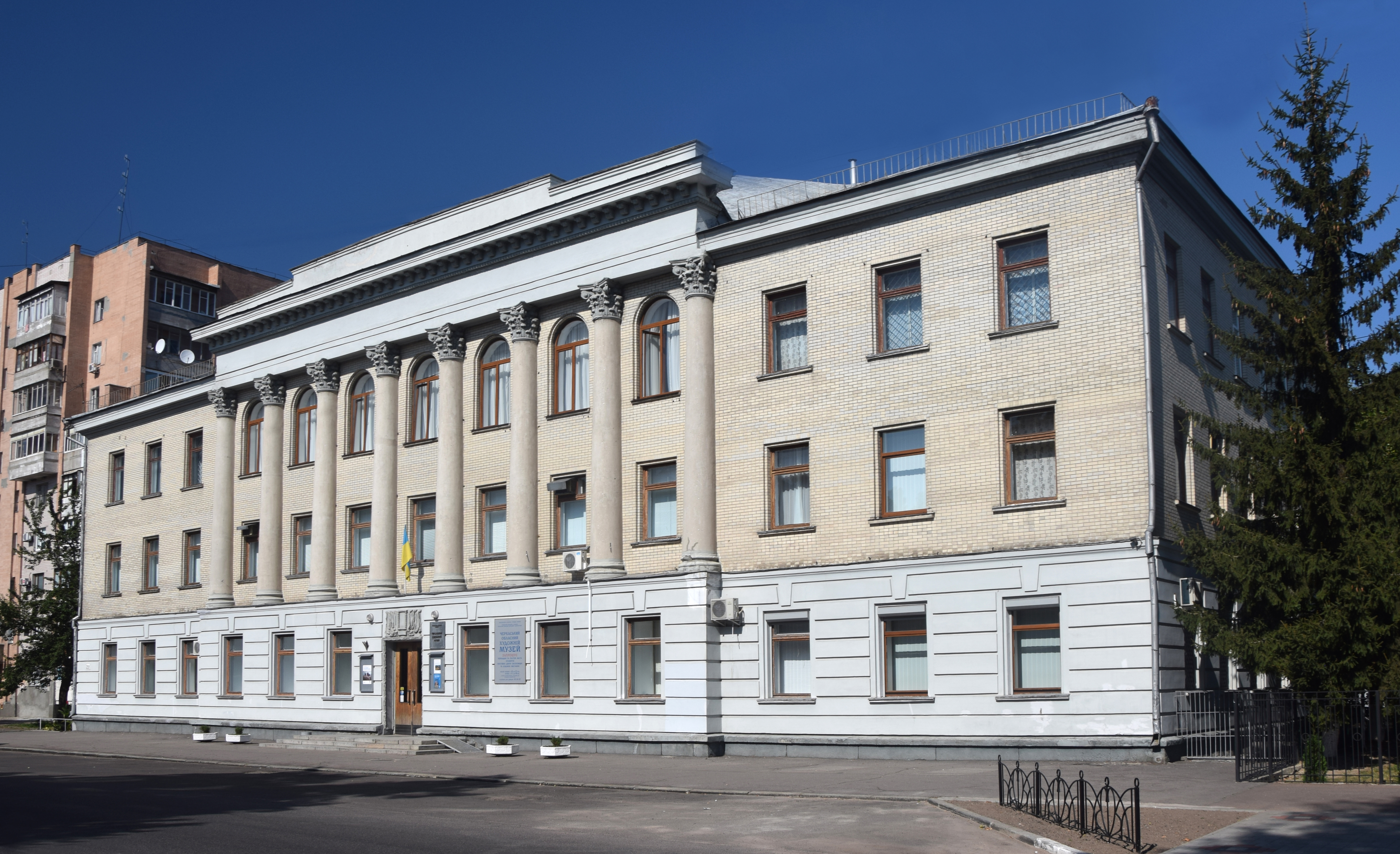
Musée régional des arts de Tcherkassy classé
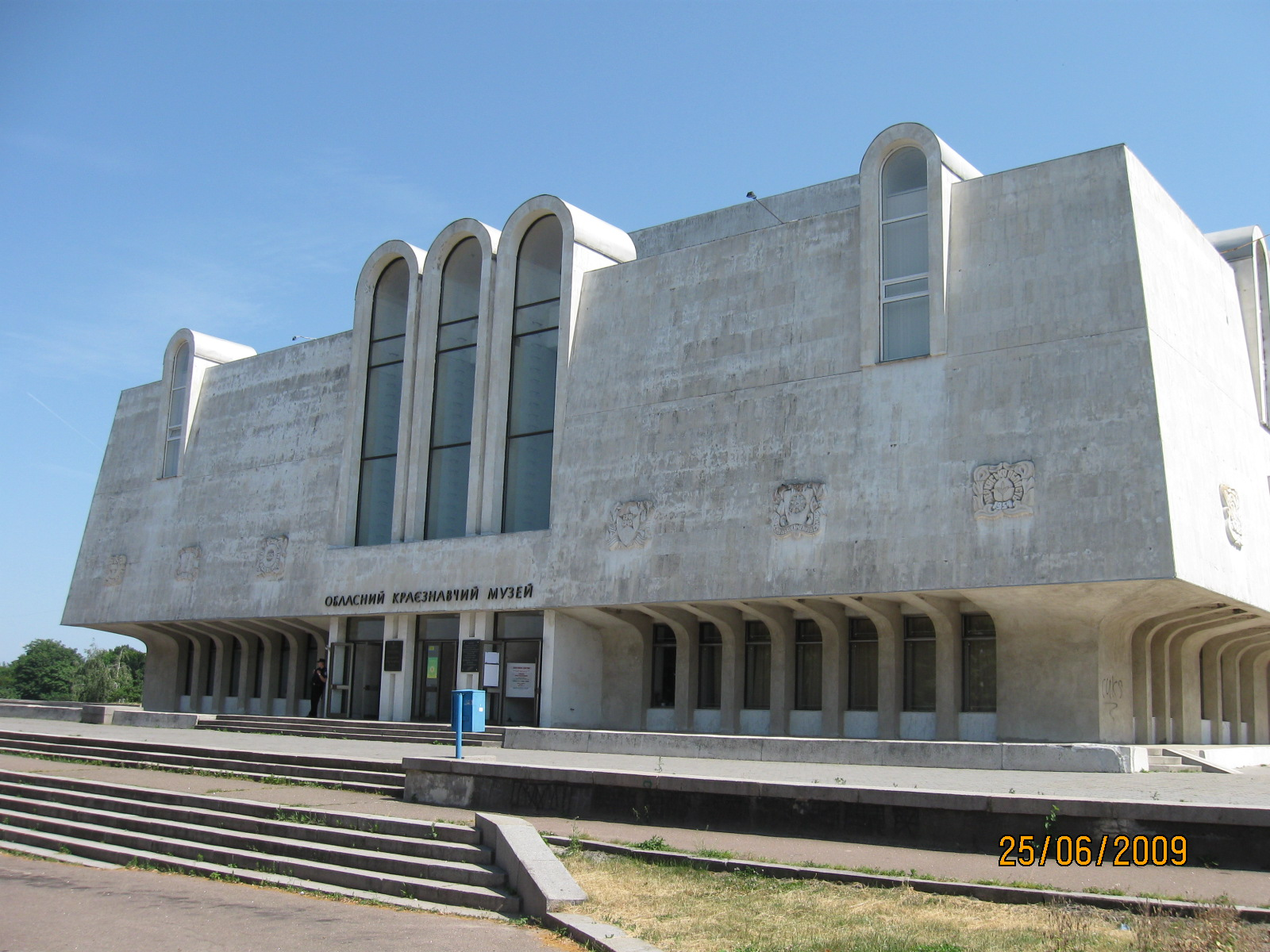
le musée régional d'histoire de Tcherkassy.
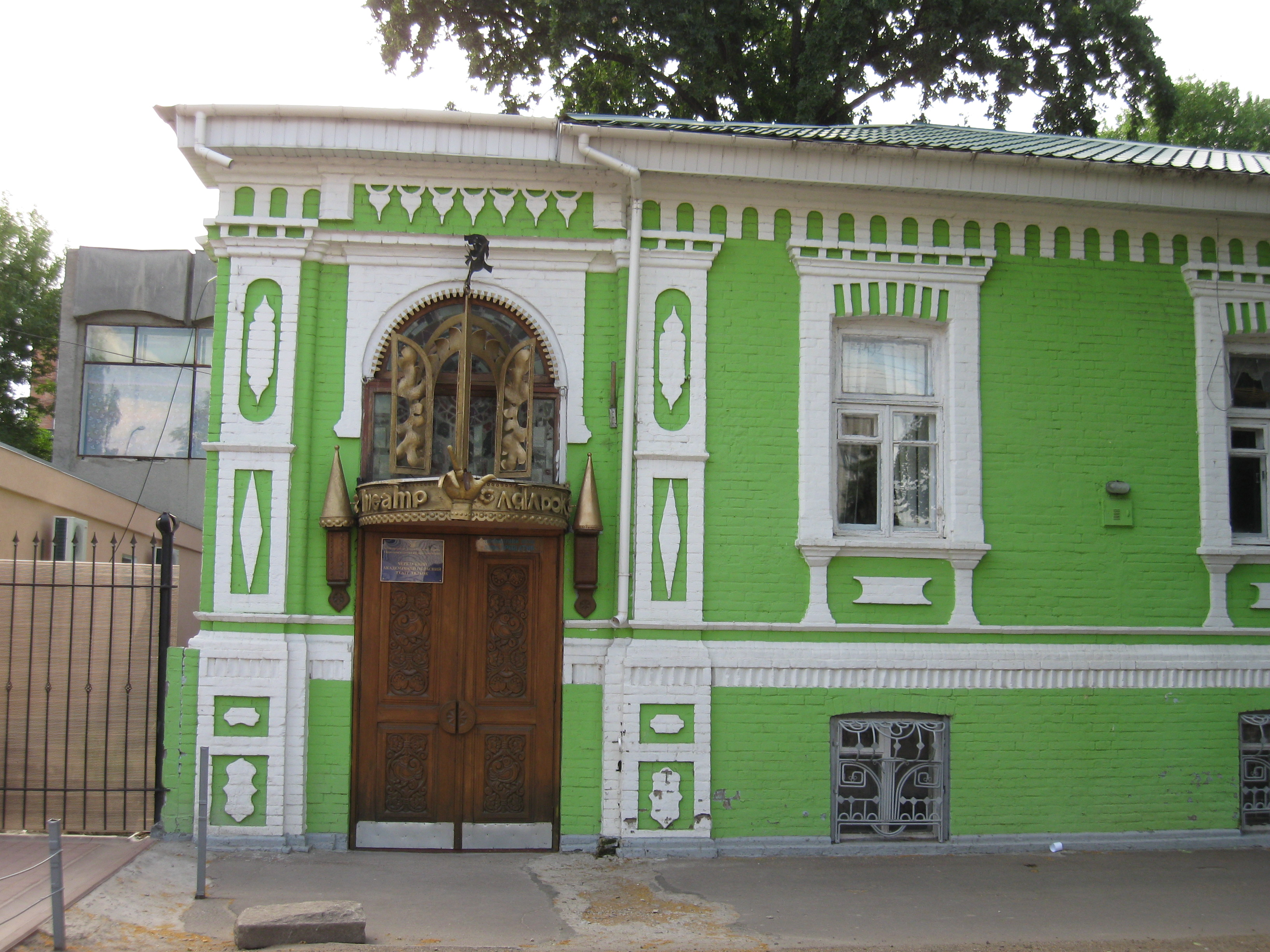
Théâtre de marionnettes classé
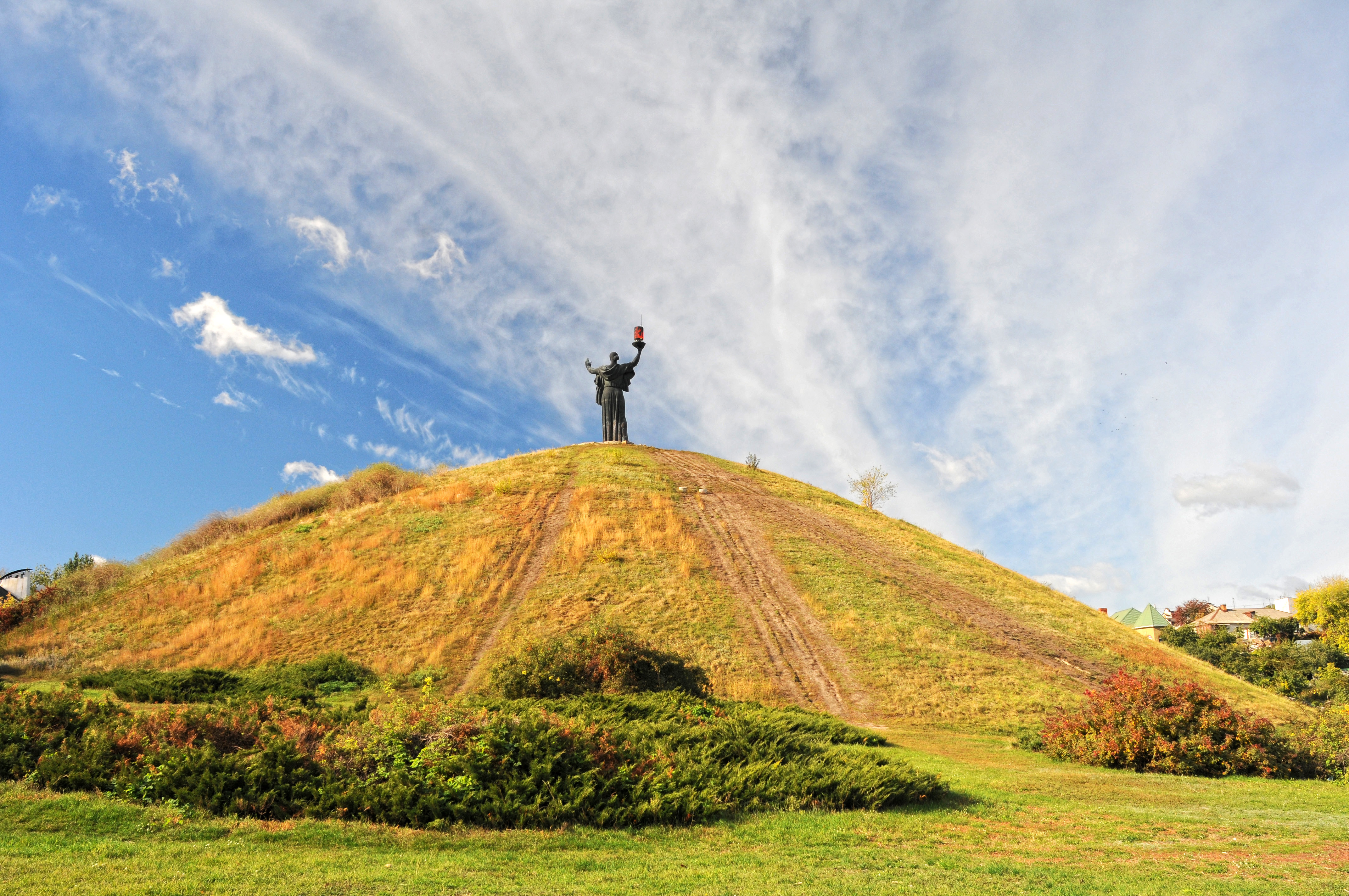
colline glorieuse classée
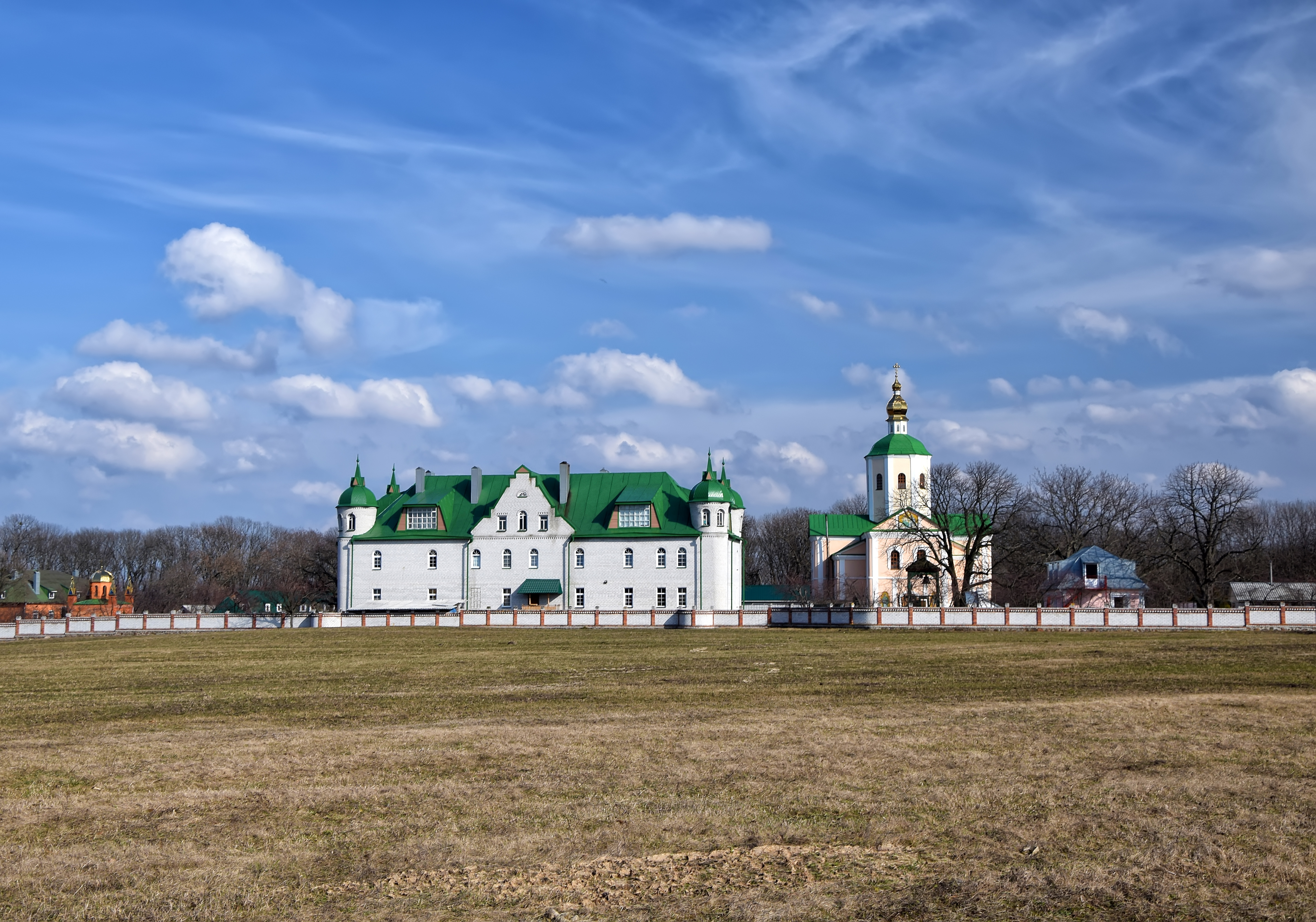
le monastère Motronynskiy classé
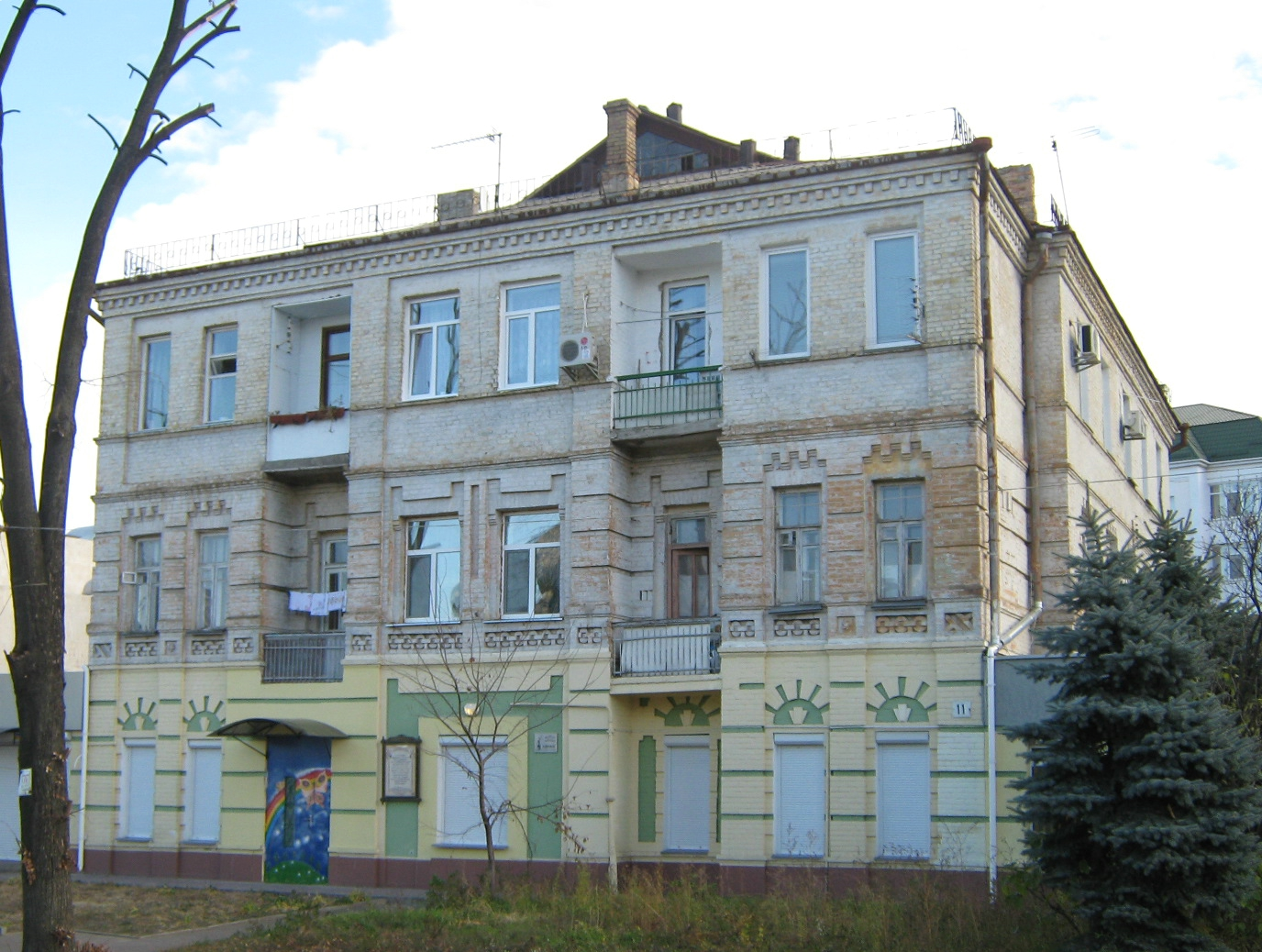
la synagogue classée
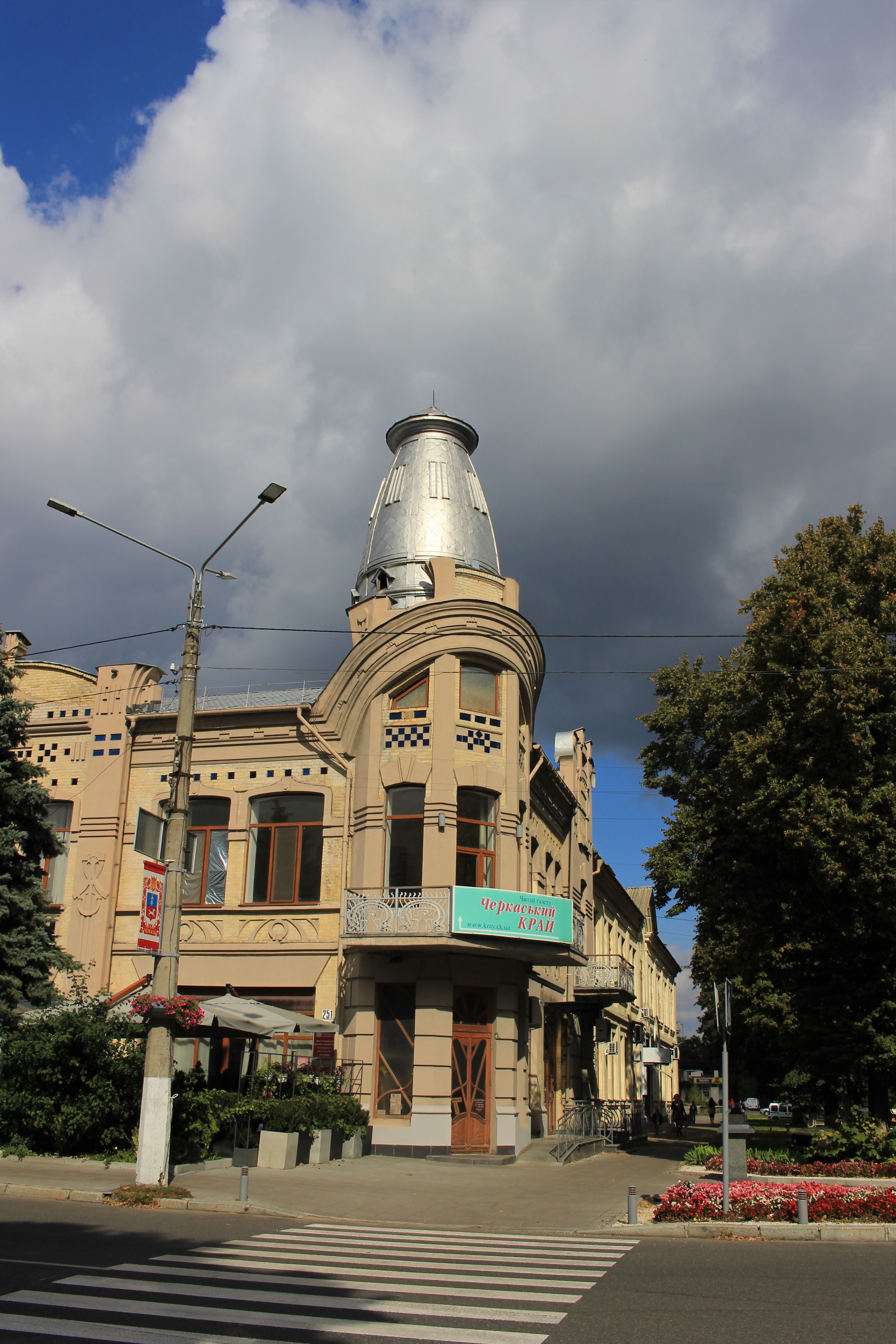
Banque classée
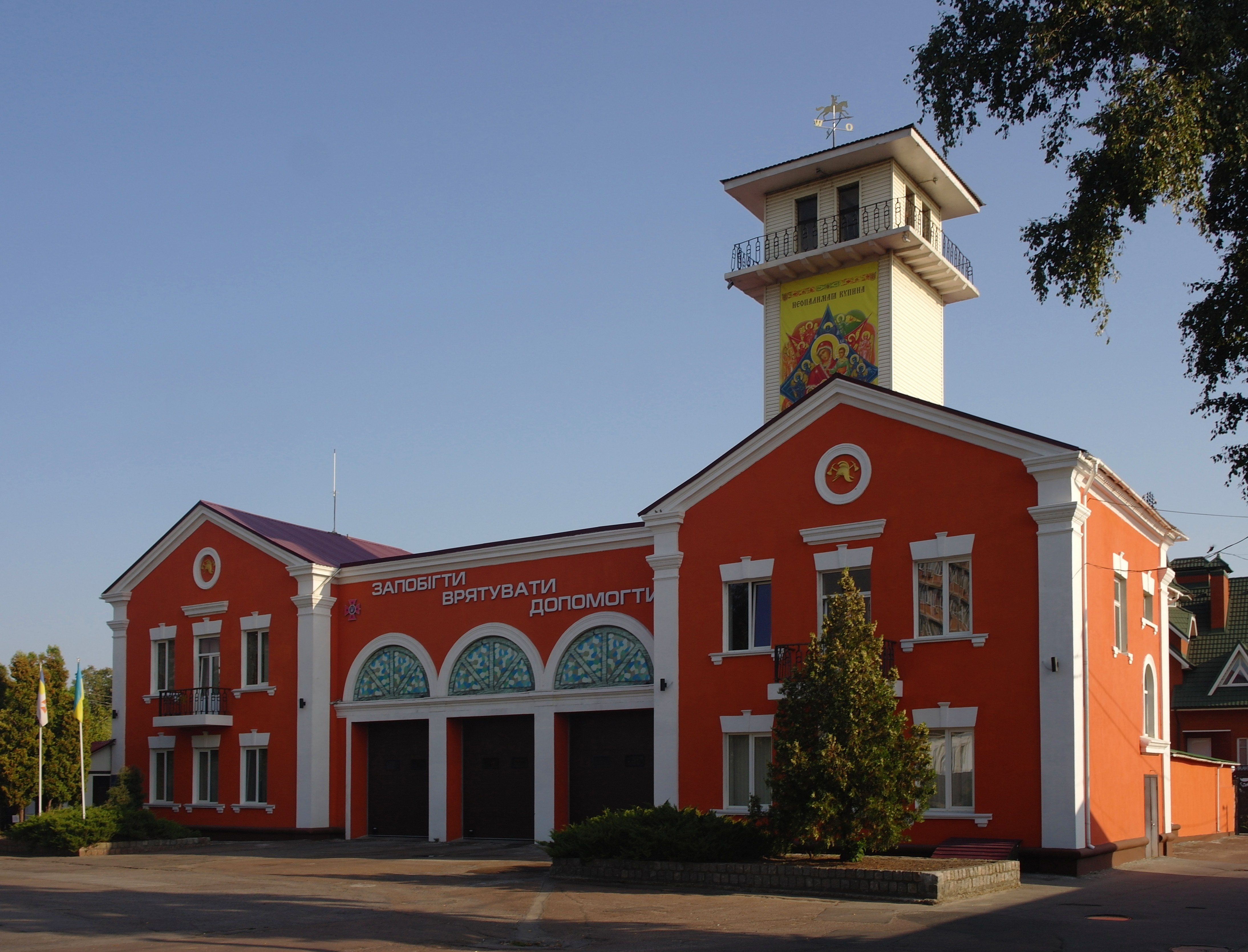
caserne de pompiers classée
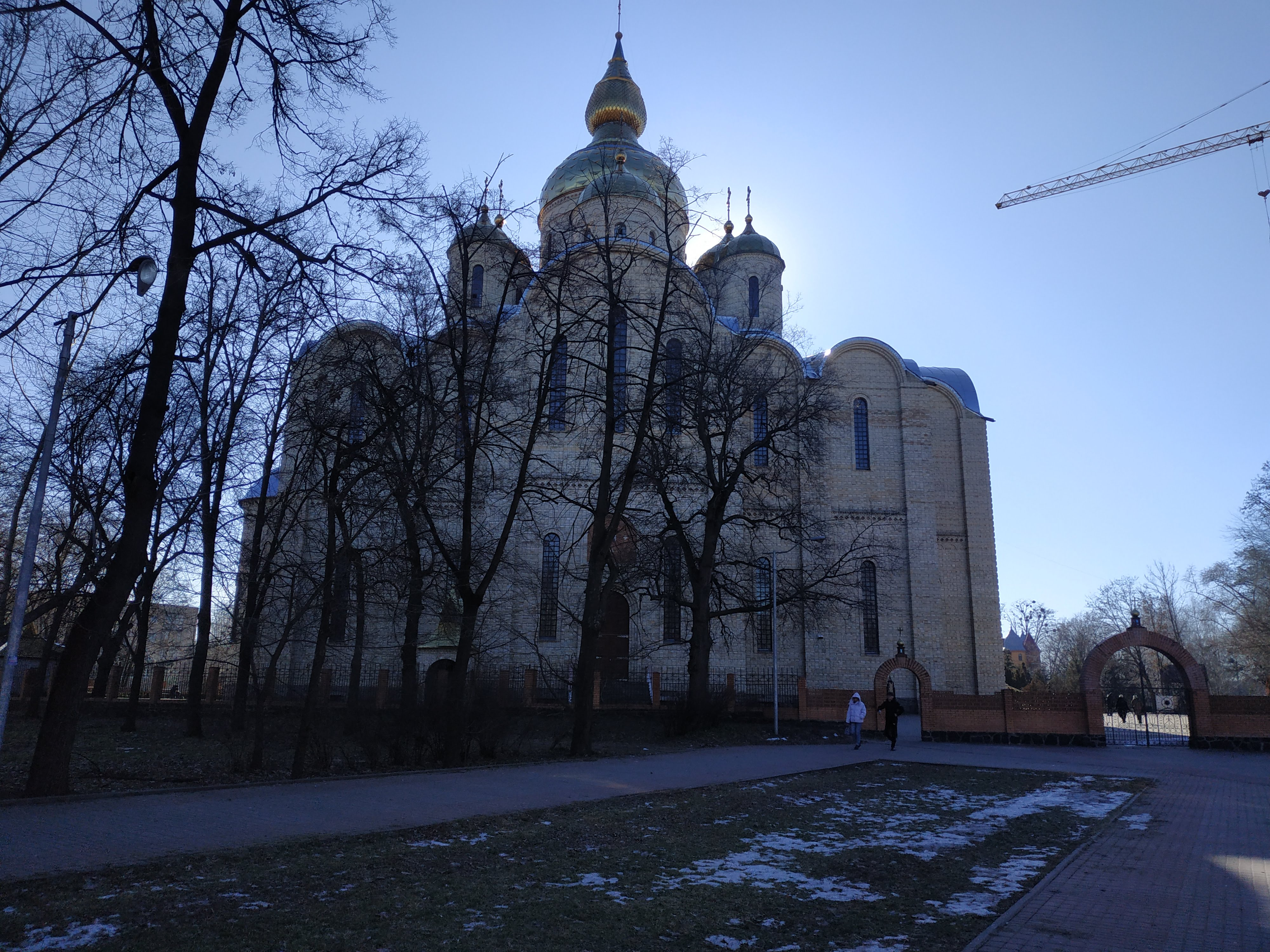
La cathédrale st-Michel de l'éparchie.

## Jumelage
| Ville | Ville               | Pays | Pays        | Période                |
| ----- | ------------------- | ---- | ----------- | ---------------------- |
|       | Aktaou              |      | Kazakhstan  |                        |
|       | Bydgoszcz           |      | Pologne     |                        |
|       | district de Wanzhou |      | Chine       |                        |
|       | Etchmiadzin         |      | Arménie     |                        |
|       | Ferghana            |      | Ouzbékistan |                        |
|       | Jilin               |      | Chine       |                        |
|       | Kuşadası            |      | Turquie     |                        |
|       | Madaba              |      | Jordanie    |                        |
|       | Petah Tikva         |      | Israël      |                        |
|       | Roustavi            |      | Géorgie     | depuis le 26 mars 2012 |
|       | Sumqayıt            |      | Azerbaïdjan |                        |